# Burg Mitterfels
Die Burg Mitterfels, auch Schloss Mitterfels genannt, ist eine Höhenburg und heutiges Rathaus auf einer schmalen 407 m ü. NHN hohen Felszunge über der Menach in Mitterfels (Burgstraße 1–2) im Landkreis Straubing-Bogen in Bayern. Das Schloss ist unter der Aktennummer D-2-78-151-2 als Baudenkmal verzeichnet. Die Anlage wird ferner als Bodendenkmal unter der Aktennummer D-2-7042-0027 mit der Beschreibung „untertägige mittelalterliche und frühneuzeitliche Befunde und Funde im Bereich von Schloss Mitterfels, darunter Spuren von Vorgängerbauten und der Befestigungsanlagen“ geführt.

## Geschichte
Die Burg wurde Ende des 11. Jahrhunderts durch die Grafen von Bogen zur Sicherung ihres Besitztums errichtet. 1194 wurde ein Burghauptmann „Bertholdus de Mitterfels“ erwähnt. Mit dem Aussterben der Grafen von Bogen fiel die Burg im Jahr 1242 an die Wittelsbacher. Diese richteten dort zwischen 1280 und 1799 ein herzogliches und dann kurfürstliches Pfleggericht ein. Zwischen 1799 und 1879 wurde dort ein kurfürstliches, dann ein königliches Landgericht eingerichtet, das danach (1879–1973) in ein bayerisches Amtsgericht umgewandelt wurde.
Im Dreißigjährigen Krieg (1623) wurde die Burg Mitterfels durch schwedische Truppen zerstört. 1742 wurde sie im Zuge des Österreichischen Erbfolgekrieges wieder erobert. 1812 wurde nach Abbruch der Befestigungsanlagen auf dem Burggelände ein Amtshaus errichtet.

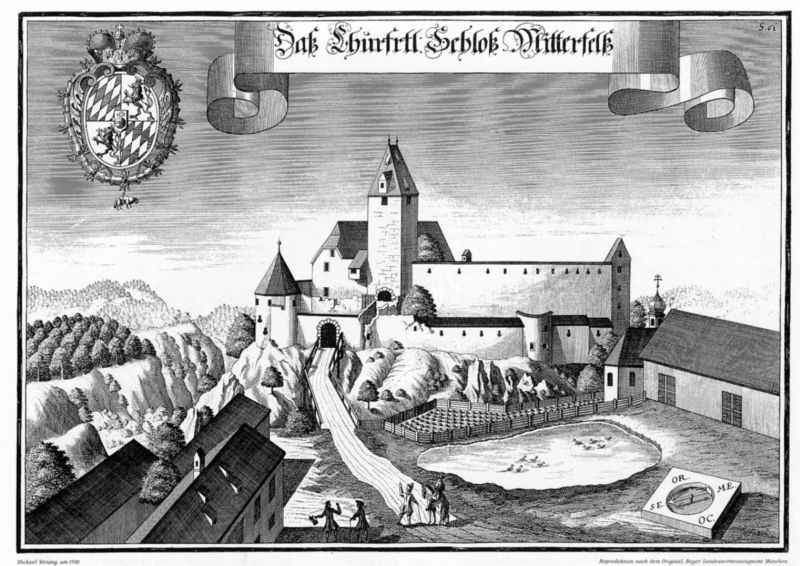
Schloss Mitterfels nach einem Stich von Michael Wening von 1721

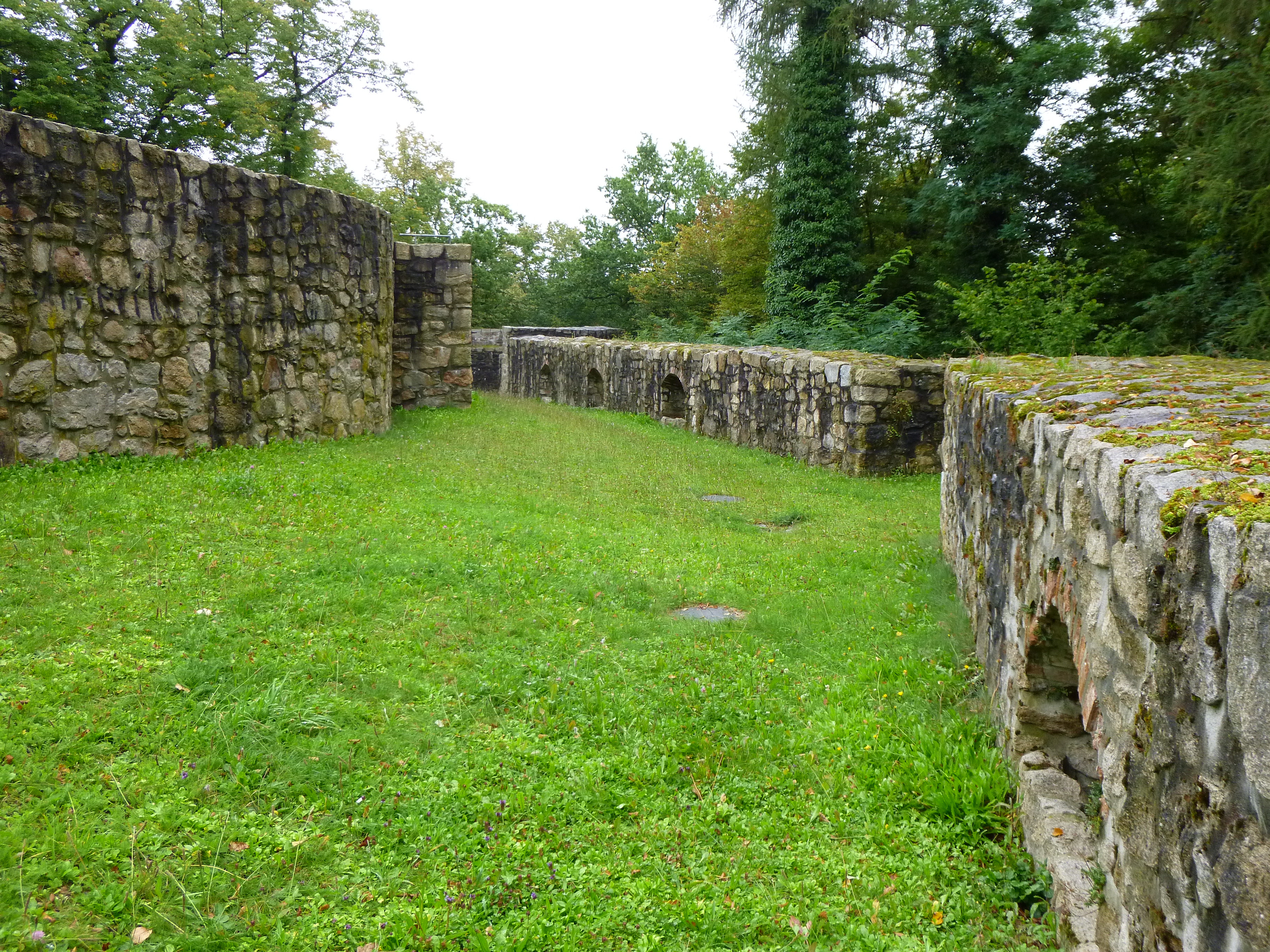
Reste der Burgmauer von Schloss Mitterfels

Die Burg Mitterfels war Sitz des Landgerichts Mitterfels, ab 1879 des Amtsgerichts Mitterfels. Im ehemaligen Pflegerhaus auf der Burg Mitterfels ist seit 1973 das Rathaus der Marktgemeinde Mitterfels und seit 1977 der Sitz der Verwaltungsgemeinschaft Mitterfels untergebracht. Das Heimatmuseum befindet sich im ehemaligen Gefängnistrakt im nordwestlichen Zwinger. Auf dem Burggelände finden Konzerte, traditionelle Märkte und Freilichttheater statt.

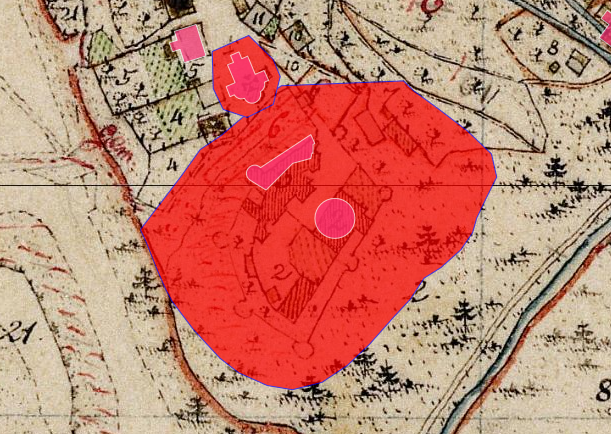
Lageplan von Burg Mitterfels auf dem Urkataster von Bayern

## Beschreibung
Nach dem Stich von Michael Wening war das „Churfürstliche Schloss Mitterfelß“ eine mächtige Burganlage. Ein erstes Tor führte zu einem Zwinger bzw. zu einem von einer Brücke überspannten Burggraben, der zu einem Torturm führte. Bereits die äußere Mauer war mit Rundtürmen geschützt. Nordwestlich außerhalb des Schlosses sind ein Teich, die Schloßkapelle St. Georg und wirtschaftliche Gebäude zu erkennen.
Von der ehemaligen mittelalterlichen Burganlage sind noch die Umfassungsmauern, der bis zu 20 Meter tiefe Burggraben, der die Anlage von der Ortschaft trennt und von einer 1791 errichteten ca. 20 m langen Steinbrücke überspannt wird, ein Rest des 1812 eingestürzten Hauptturms, der Gefängnistrakt des 18. Jahrhunderts sowie das Pflegerhaus erhalten.